# (113390) Helvetia
(113390) Helvetia est un astéroïde de la ceinture principale.

## Description
(113390) Helvetia est un astéroïde de la ceinture principale. Il fut découvert le 29 septembre 2002 à Winterthour par Markus Griesser. Il présente une orbite caractérisée par un demi-grand axe de 2,30 UA, une excentricité de 0,20 et une inclinaison de 7,4° par rapport à l'écliptique.

## Compléments